# Cokin

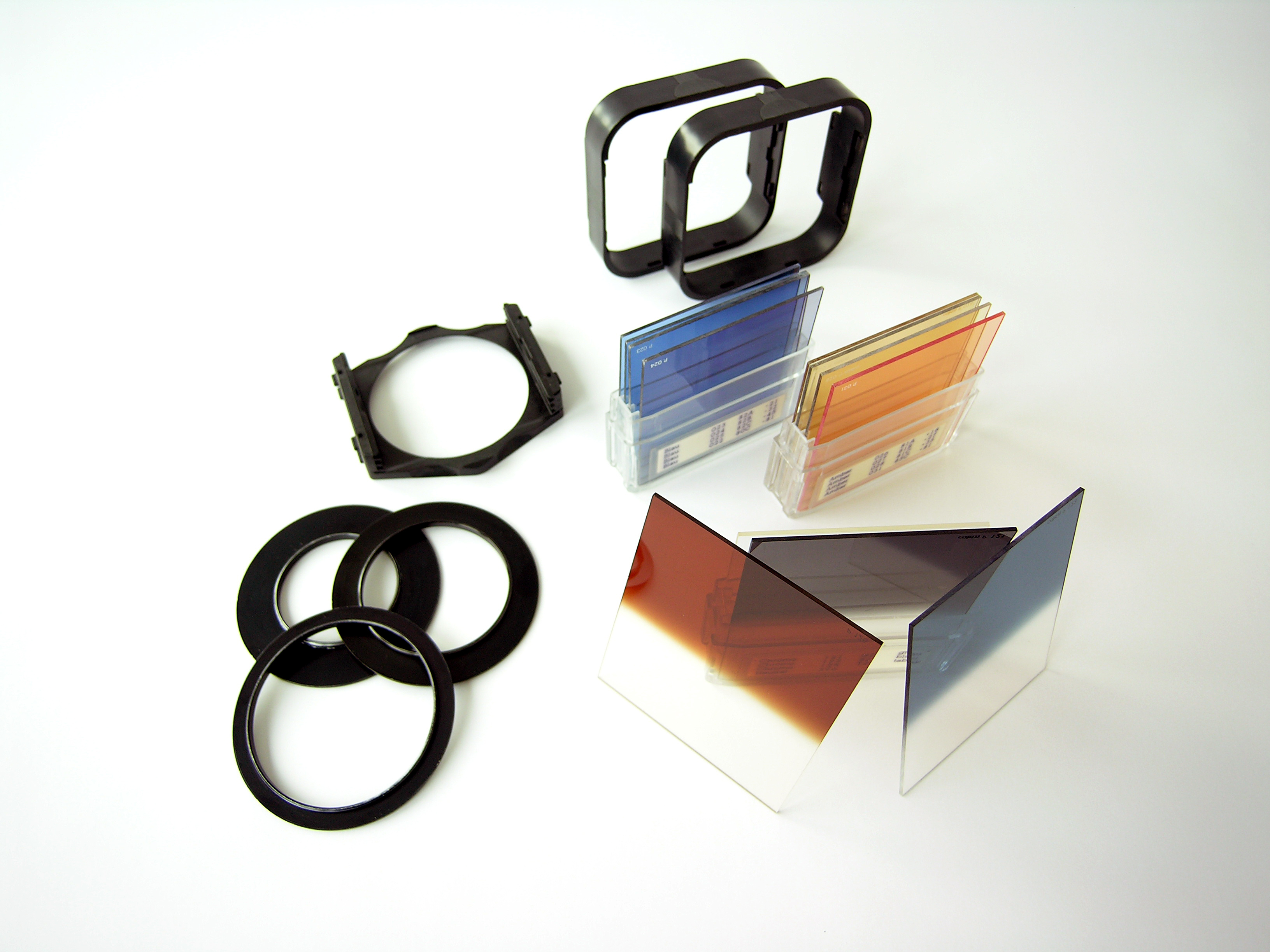
Set Cokin Creative Suite, sestávající z držáku, konverzních adaptérů, slunečních clon a výběru filtrů

Cokin je francouzský výrobce fotografických filtrů.

## Creative Filter System
Cokin je zejména známý pro svůj Creative Filter System. Ten byl vyvinut fotografem Jeanem Coquinem a představen v roce 1978. Systém Cokin sestává z držáku, který se z jedné strany (pomocí konverzních kroužků – adaptérů) připevní k objektivu a z druhé strany držák obsahuje drážky, do nichž se dá zasunout filtr nebo filtry (podle konstrukce maximálně 3 až 5 za sebou). Filtry Cokin jsou čtvercového nebo obdélníkového tvaru. Filtry bývají vyrobené z polymeru CR-39 přezdívaného „organické sklo“, vyznačující se lehkostí a odolností proti otřesům. Konstrukce držáku umožňuje, že mohou být částečně vysunuty na stranu, což se využívá zejména u šedého přechodového filtru.
Systém Cokin zahrnuje širokou škálu fotografických filtrů (snad všechny typy kromě filtrů dioptrických): barevné, konverzní, polarizační, neutrální/šedé včetně přechodových a filtry difrakční, difuzní a speciální efektové filtry, které manipulují s paprsky světelných zdrojů v předmětu snímku.
Filtry nejsou velikostně fixovány na velikost objektivu ale na velikost držáku. Ty Cokin vyrábí v několika velikostech:
- velikost "A" ("Amateur"), 67 mm
- velikost "P" ("Professional"), 84 mm
- velikost "Z-Pro", 100 mm
- velikost "X-Pro", 130 mm

Hodnota je šířka držáků, šířka filtrů je o několik milimetrů menší.
Nejmenší je velikost "A", použitelná i pro kompaktní fotoaparáty a videokamery. Velikost "P" je o trochu větší a použitelná například pro klasický 35mm formát a DSLR a také tam, kde se držák velikosti "A" dostává do záběru, například u extrémně širokoúhlých objektivů. Zejména velikosti "A" a "P" jsou de facto standardy, které respektují a přizpůsobují se jim „neoriginální“ výrobci. Velikosti "Z-Pro" a "X-Pro" jsou určeny pro středoformátové fotoaparáty nebo větší, profesionální kamery.

## Galerie

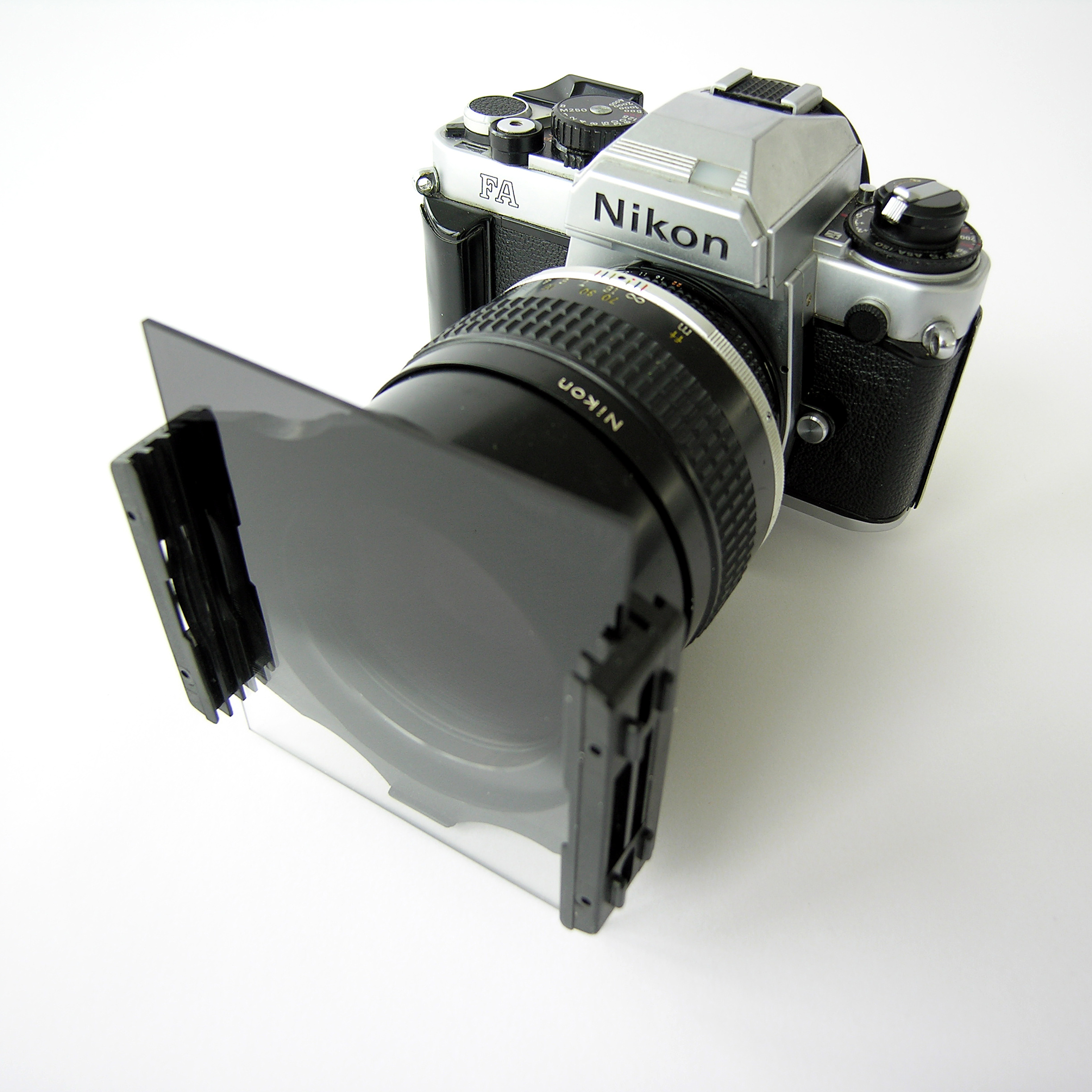
Systém Cokin v praxi
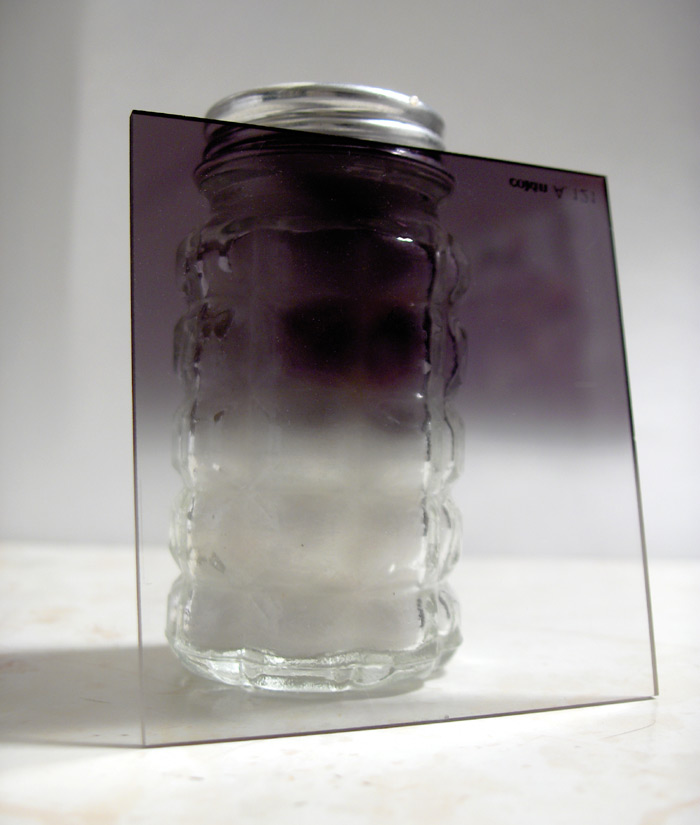
Šedý přechodový filtr 2-stop (ND2)
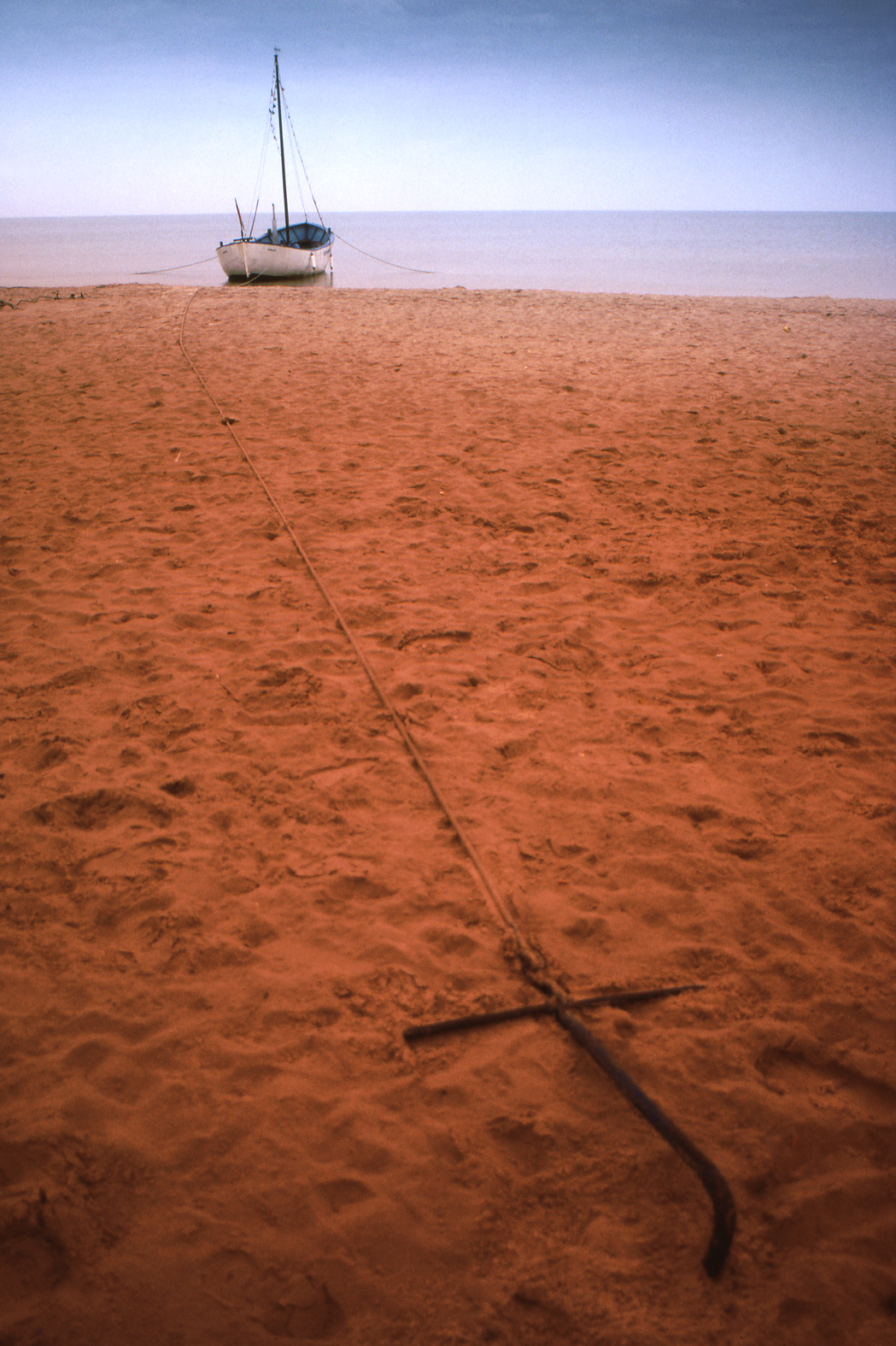
Efekt tabákového přechodového filtru 125 dole a modrého 123 nahoře
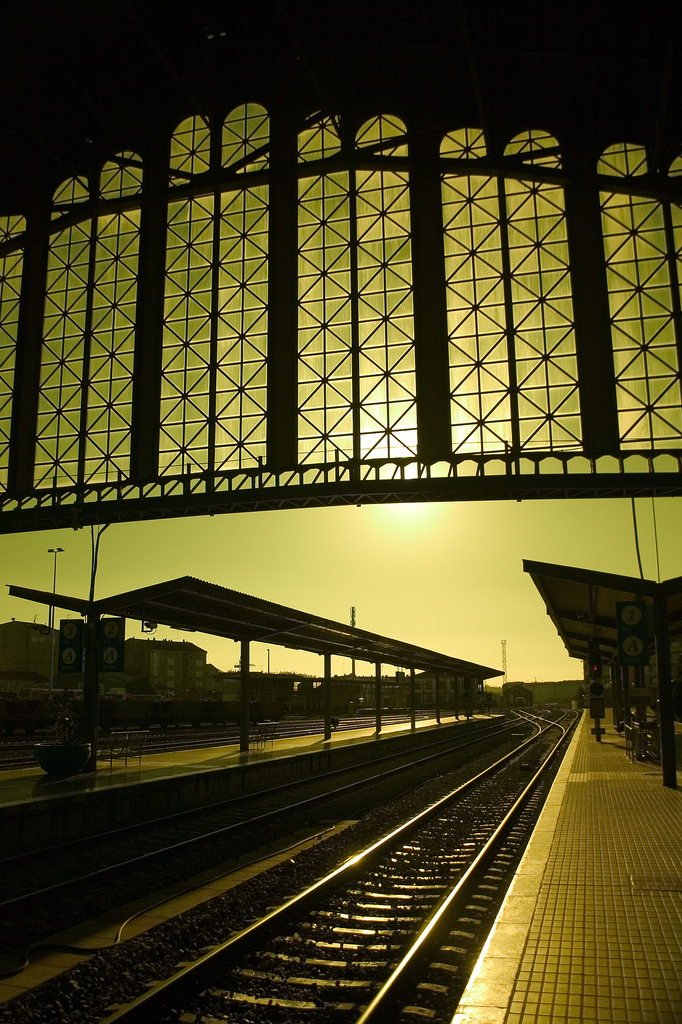
Aplikace žlutého filtru A001
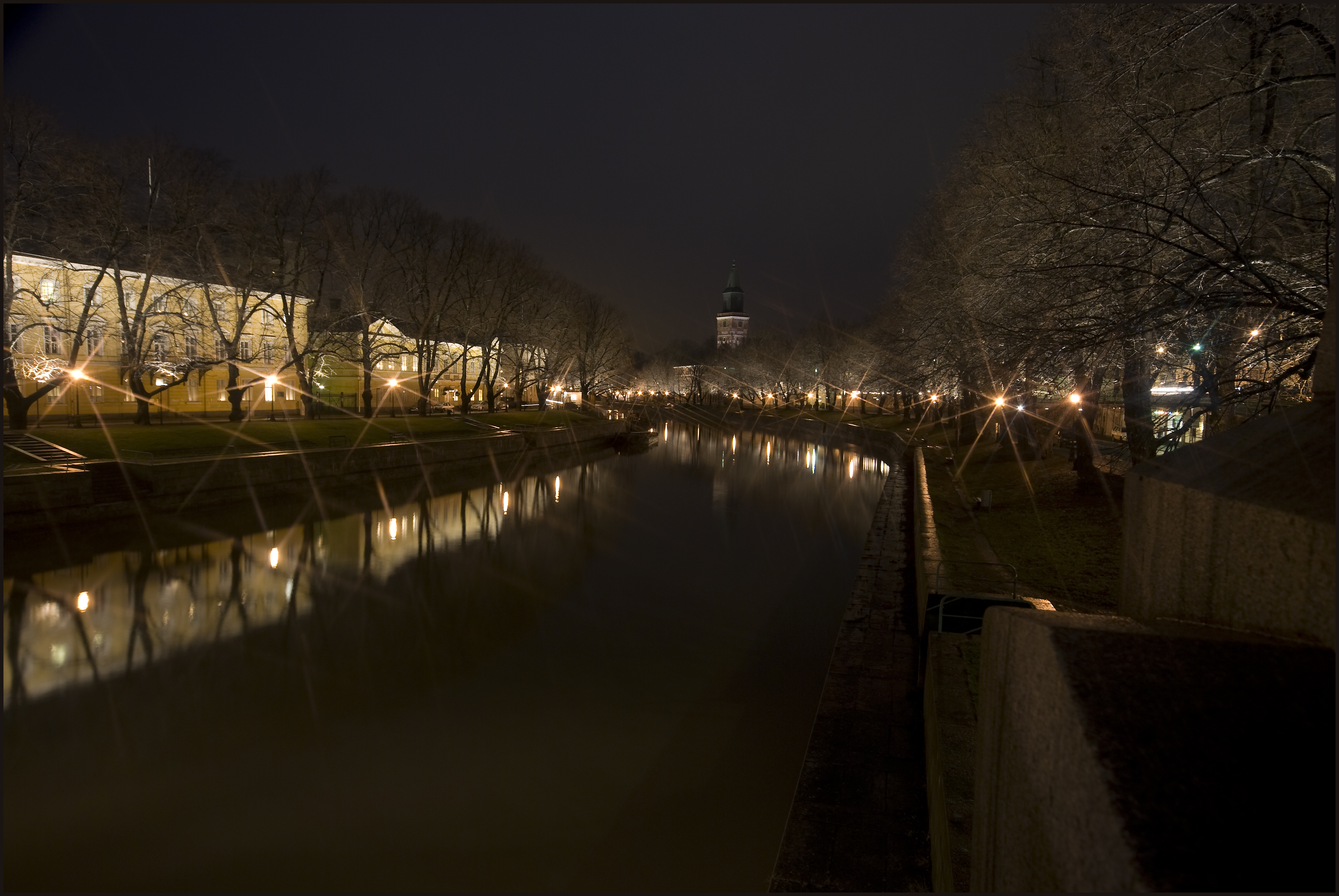
Aplikace hvězdičkového filtru
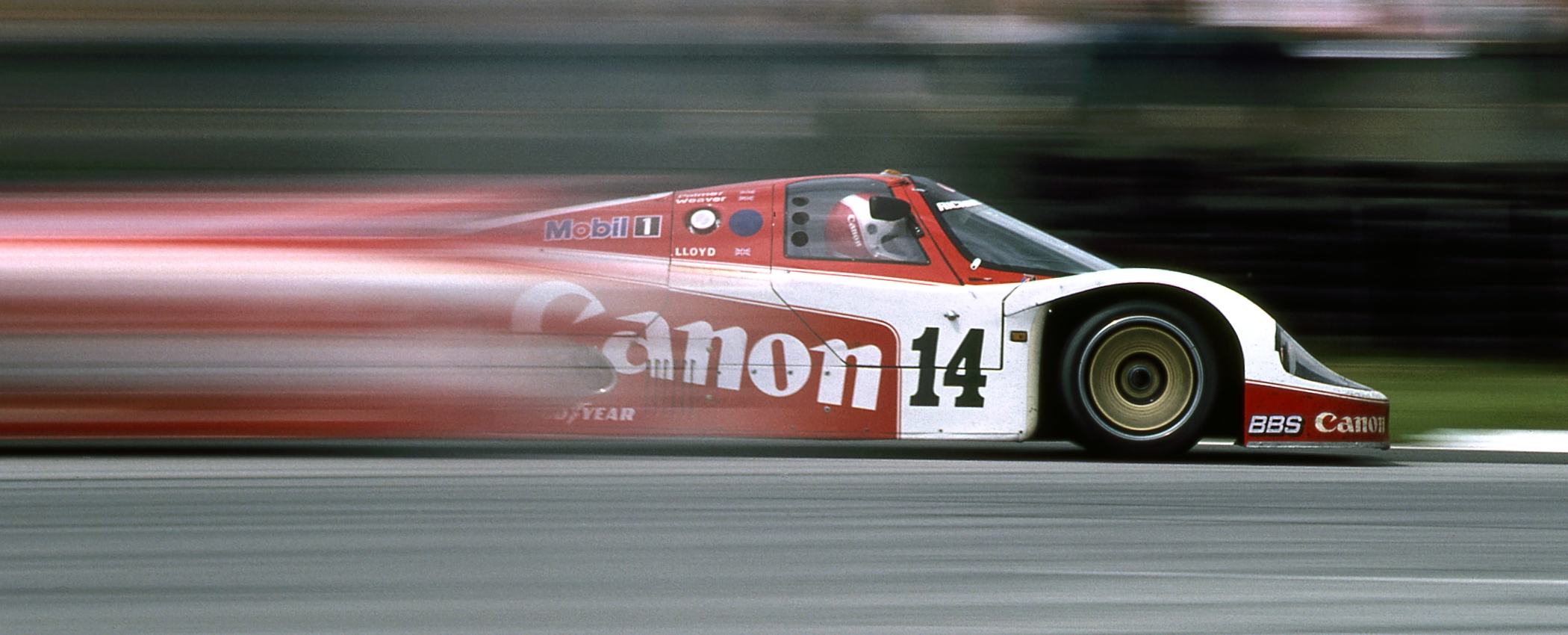
Porsche 956 C 1985: 1/60s; Canon FD 1.2/85L s filtrem Speed